# Pseudochactas
Genre
Pseudochactas est un genre de scorpions de la famille des Pseudochactidae.

## Distribution
Les espèces de ce genre se rencontrent en Afghanistan, en Ouzbékistan et au Tadjikistan.

## Liste des espèces
Selon The Scorpion Files (02/11/2021) :
- Pseudochactas mischi Soleglad, Kovařík & Fet, 2012
- Pseudochactas ovchinnikovi Gromov, 1998

## Publication originale
- Gromov, 1998 : « A new family, genus and species of scorpions (Arachnida, Scorpiones) from southern Central Asia. » Zoologicheskii Zhurnal, vol. 77, no 9, p. 1003-1008.